# Lista planetoid trojańskich Jowisza – obóz grecki
Oto lista planetoid trojańskich Jowisza z „Obozu Greków”. Krążą one zasadniczo po bardzo podobnej orbicie co ten gazowy olbrzym, poprzedzając go w swym ruchu orbitalnym. Znajdują się w pobliżu punktu Lagrange’a L4 – w odległości 60° od tej największej planety Układu Słonecznego.
Planetoidy w tej grupie nazwano imionami uczestników wojny trojańskiej, walczących po stronie Greków. Wyjątkiem jest tu Trojańczyk Hektor, ponieważ nazwa ta została nadana, zanim ustalono obecną konwencję. Od 2021 roku obowiązuje zasada, że planetoidy trojańskie Jowisza o absolutnej wielkości gwiazdowej (Hv) wyższej niż 12,0 nazywa się od nazwisk sportowców – olimpijczyków lub paraolimpijczyków, np. (25937) Malysz.
Poniższa lista uwzględnia wszystkie nazwane planetoidy z tej grupy (według stanu na 26 lipca 2022 r.).

- (588) Achilles
- (624) Hektor
- (659) Nestor
- (911) Agamemnon
- (1143) Odyseusz
- (1404) Ajax
- (1437) Diomedes
- (1583) Antilochus
- (1647) Menelaus
- (1749) Telamon
- (1868) Thersites
- (1869) Philoctetes
- (2146) Stentor
- (2148) Epeios
- (2260) Neoptolemus
- (2456) Palamedes
- (2759) Idomeneus
- (2797) Teucer
- (2920) Automedon
- (3063) Makhaon
- (3391) Sinon
- (3540) Protesilaos
- (3548) Eurybates
- (3564) Talthybius
- (3596) Meriones
- (3709) Polypoites
- (3793) Leonteus
- (3794) Sthenelos
- (3801) Thrasymedes
- (4007) Euryalos
- (4035) Thestor
- (4057) Demophon
- (4060) Deipylos
- (4063) Euforbo
- (4068) Menestheus
- (4086) Podalirius
- (4138) Kalchas
- (4489) Dracius
- (4501) Eurypylos
- (4543) Phoinix
- (4833) Meges
- (4834) Thoas
- (4835) Asaeus
- (4836) Medon
- (4902) Thessandrus
- (4946) Askalaphus
- (5012) Eurymedon
- (5023) Agapenor
- (5025) Mecisteus
- (5027) Androgeos
- (5028) Halaesus
- (5041) Theotes
- (5123) Cynus
- (5126) Achaemenides
- (5209) Oloosson
- (5244) Amphilochos
- (5254) Ulysses
- (5258) Rhoeo
- (5259) Epeigeus
- (5264) Telephus
- (5283) Pyrrhus
- (5284) Orsilocus
- (5285) Krethon
- (5436) Eumelos
- (5652) Amphimachus
- (6090) Aulis
- (6545) Leitus
- (7119) Hiera
- (7152) Euneus
- (7214) Anticlus
- (7543) Prylis
- (7641) Cteatus
- (7815) Dolon
- (8060) Anius
- (8125) Tyndareus
- (8241) Agrius
- (8317) Eurysaces
- (9431) Pytho
- (9590) Hyria
- (9694) Lycomedes
- (9712) Nauplius
- (9713) Oceax
- (9790) Deipyrus
- (9799) Thronium
- (9807) Rhene
- (9817) Thersander
- (9818) Eurymachos
- (9828) Antimachos
- (9857) Hecamede
- (9907) Oileus
- (10247) Amphiaraos
- (10664) Phemios
- (10989) Dolios
- (11251) Icarion
- (11252) Laërtes
- (11351) Leucus
- (11395) Iphinous
- (11428) Alcinoös
- (11429) Demodokus
- (11668) Balios
- (12238) Actor
- (12658) Peiraios
- (12714) Alkimos
- (12916) Eteoneus
- (12972) Eumaios
- (12973) Melanthios
- (12974) Halitherses
- (13062) Podarkes
- (13181) Peneleos
- (13184) Augeias
- (13185) Agasthenes
- (13229) Echion
- (13387) Irus
- (13463) Antiphos
- (13475) Orestes
- (13650) Perimedes
- (13862) Elais
- (14791) Atreus
- (14792) Thyestes
- (15094) Polymele
- (15436) Dexius
- (15440) Eioneus
- (15651) Tlepolemos
- (15663) Periphas
- (15913) Telemachus
- (16974) Iphthime
- (17351) Pheidippos
- (18060) Zarex
- (18263) Anchialos
- (19913) Aigyptios
- (20947) Polyneikes
- (20952) Tydeus
- (20961) Arkesilaos
- (21284) Pandion
- (21602) Ialmenus
- (21900) Orus
- (22199) Klonios
- (22203) Prothoenor
- (22222) Hodios
- (22227) Polyxenos
- (22503) Thalpius
- (23135) Pheidas
- (23355) Elephenor
- (23382) Epistrophos
- (23383) Schedios
- (24380) Dorippe
- (24420) Thasos
- (24426) Belova
- (24587) Kapaneus
- (24603) Mekistheus
- (25937) Malysz
- (25938) Stoch
- (26057) Ankaios
- (26763) Peirithoos
- (28958) Binns
- (34993) Euaimon
- (38050) Bias
- (39285) Kipkeino
- (39463) Phyleus
- (39795) Marson
- (42403) Andraimon
- (43212) Katosawao
- (43436) Ansschut
- (43706) Iphiklos
- (58096) Oineus
- (65210) Stichius
- (65583) Theoklymenos
- (73637) Guneus
- (85030) Admetos
- (99950) Euchenor
- (111571) Bebevio
- (136557) Neleus
- (164585) Oenomaos
- (171433) Prothous
- (173086) Nireus
- (173117) Promachus
- (192220) Oicles
- (200069) Alastor
- (216462) Polyphontes
- (221908) Agastrophus
- (221917) Opites
- (225276) Leitos
- (228110) Eudorus
- (231666) Aisymnos
- (264119) Georgeorton
- (264150) Dolops
- (353189) Iasus
- (356217) Clymene
- (360072) Alcimedon
- (542246) Kulcsar
- (546275) Kozak